# 绝命后卫师
《绝命后卫师》，2016年中国大陆抗战题材剧，由董亚春执导，张桐、郭广平、李强、夏志远、郑昊、马仑等领衔主演，由中国电视剧制作中心制作。2016年4月18日，在福建省龙岩市长汀举行开机仪式。2016年10月16日在央视一套黄金时段全国首播。

## 剧情
本剧根据历史事件改编。1934年11月底，红军长征期间，中央红军主力进抵广西兴安、全州地区，准备渡过湘江，与国民革命军展开激战，史称湘江战役。红三十四师奉命在文市镇以东地区掩护中央红军主力西渡湘江，与国民革命军激战。12月1日下午，军委纵队全部渡江之后，三十四师被国民革命军阻截在湘江东岸。按照中革军委指示，三十四师残部突围，转移至湘南开展游击战争。随后在突围作战中，全军覆没。

## 主要角色
| 演员   | 角色       | 简介                             |
| ------ | ---------- | -------------------------------- |
| 张桐   | 陈树湘     | 红五军团第三十四师师长           |
| 郭广平 | 程翠林     | 第三十四师政委                   |
| 郑昊   | 苏达清     | 第三十四师一零二团团长           |
| 李强   | 李云杰     | 国民革命军第二十七军军长         |
| 马仑   | 赖老石头   |                                  |
| 夏志远 | 赖骄骄     |                                  |
| 王美英 | 李满玉     | 红三十四师唯一的女战士           |
| 李卓远 | 侯胜飚     | 国民革命军中校，后投诚红三十四师 |
| 宋楚炎 | 木子李     |                                  |
| 袁满   | 韩伟       | 第三十四师一百团团长             |
| 陈昊   | 彭竹峰     | 第三十四师一零二团政委           |
| 侯勇   | 军团长     | 红五军团军团长                   |
| 刘之冰 | 军团政委   | 红五军团政委                     |
| 周浩东 | 军团参谋长 | 红五军团参谋长                   |
| 马少骅 | 袁金焕     |                                  |